# Szúcs
Szúcs es un pueblo ubicado en el distrito de Eger, en el condado de Heves, Hungría.

## Superficie
Posee una superficie de 8,490 kilómetros cuadrados.

## Demografía
Hasta 2019 la población era de 379 habitantes, con una densidad de población de 44,64 habitantes por kilómetro cuadrado.